# Там, за горизонтом
«Там, за горизонтом» (рос. «Там, за горизонтом») — радянський двосерійний художній фільм 1975 року, виробнича драма. Другий завершальний фільм авіаційної кінодилогії, розпочатої фільмом «За хмарами — небо» (1973).

## Сюжет
Прийшовши на авіаційний завод молодий інженер Дмитро Жерехов (Юрій Богатирьов) намагається довести директору, що необхідно переходити на нові методи організації виробництва. Його підтримує і досвідчений випробувач Олексій Сєдих, і інженер-випробувач Людмила Руднєва. Дмитро подобається Людмилі, але його жорсткість і раціоналізм ускладнюють їх відносини…

## У ролях
- Юрій Богатирьов —  Дмитро Жерехов
- Олена Чухрай —  Людмила Руднєва
- Анатолій Солоніцин —  Бочажников
- Всеволод Санаєв —  Вікентій Кирилович
- Владислав Дворжецький —  Сергій Руднєв
- Олег Єфремов — професор
- Лариса Мальованна —  Поліна
- Юрій Назаров —  Степан Жерехов
- Геннадій Сайфулін — Олексій Сєдих
- Сергій Никоненко —  Саєнко
- Ігор Ясулович —  Корецький
- Юрій Каюров —  зам. міністра
- Клара Лучко —  Зінаїда Бочажникова
- Юрій Демич —  Сергій
- Віра Лєскова —  Олена
- Борис Голдаєв —  Фокін
- Віктор Рождественський —  Олексій Степанович
- Валентина Куценко —  епізод

## Знімальна група
- Режисер:  Юрій Єгоров
- Автори сценарію:  Юзеф Принцев,  Юрій Єгоров
- Оператор:  Євген Давидов
- Композитор:  Марк Фрадкін
- Художник-постановник: Ігор Бахметьєв
- Звукорежисер: Микола Озорнов
- Текст пісень:  Роберт Рождественський